# Раттэль, Николай Иосифович
Никола́й Ио́сифович Ра́ттэль (3(15) декабря 1875, Старый Оскол — 3 марта 1939, Московская область) — русский генерал, советский военачальник, участник русско-японской, первой мировой и гражданской войн.

## Биография
Происходил из дворянской семьи. По национальности русский. В 1893 году окончил Нижегородский кадетский корпус, в 1896 — Павловское военное училище. Выпущен в лейб-гвардии Литовский полк подпоручиком (старшинство с 12 августа 1896). Поручик с 12 августа 1900 года. В 1902 году окончил Николаевскую академию Генерального штаба по первому разряду; лагерный сбор отбывал в Варшавском военном округе. Цензовое командование ротой — с 20 октября 1902 по 17 февраля 1904 года в 122-м пехотном Тамбовском полку.

### Русско-японская война
В феврале-марте 1904 года — обер-офицер для делопроизводства и поручений в управлении военных сообщений Маньчжурской армии. С 30 марта 1904 года — обер-офицер для особых поручений при штабе Восточного отряда на Дальнем Востоке. С 21 апреля состоял в распоряжении командующего Маньчжурской армии.
С 21 декабря 1904 года исполнял должность штаб-офицера для поручений при начальнике военных сообщений при Главнокомандующем на Дальнем Востоке, с 17 августа 1905 года — должность заведующего передвижениями войск головного участка Китайско-Восточной железной дороги. 2 апреля 1906 года произведён в подполковники. С 3 марта 1906 года— заведующий передвижением войск по железным дорогам и водным путям Китайско-Восточного района. С 28 октября 1907 года состоял в распоряжении начальника Заамурской железнодорожной бригады.
С мая по сентябрь 1908 года отбывал цензовое командование батальоном в 1-м Восточно-Сибирском стрелковом полку. С 18 сентября 1911 года— заведующий передвижением войск Харьковского района; 6 декабря 1911 года произведён в полковники. С 20 мая по 18 сентября 1912 года был прикомандирован к Офицерской артиллерийской школе; с 2 ноября 1911 года — начальник отделения военных сообщений ГУГШ.

### Первая мировая война
С 25 июля 1914 года — штаб-офицер для делопроизводства и поручений управления начальника военных сообщений при Верховном главнокомандующем. С 1 мая 1915 года — командир 12-го пехотного Великолуцкого полка. В начале 1916 года произведён в генерал-майоры (старшинство с 6 сентября 1915 года). С 2 июня 1916 года — генерал-квартирмейстер штаба Юго-Западного фронта, с 7 августа 1917 года — генерал-квартирмейстер штаба Западного фронта. С 10 сентября 1917 года— начальник военных сообщений театра военных действий.

### Служба в Красной армии
В 1918 году добровольно вступил в РККА. С марта 1918 — начальник ВОСО в Высшем военном совете Республики. С июля 1918 — начальник штаба Высшего военного совета; после увольнения по болезни председателя совета М. Д. Бонч-Бруевича временно исполнял должность председателя. С сентября 1918 — начальник Полевого штаба Реввоенсовета Республики, с октября 1918 — начальник Всероглавштаба. Участвовал в планировании операций Восточного, Южного, Западного и Юго-Восточного фронтов. Занимался организацией всеобщего военного обучения и допризывной подготовкой трудящихся. Участвовал в расширении сети советских военно-учебных заведений, создании формы обмундирования РККА. С 17 июня 1920 — член Особого совещания при Главкоме и председатель Военно-законодательного совета при Реввоенсовете Республики. С 15 июля 1919 по 7 августа 1920 — в списках Штаба РККА.
В 1919 году поддержал инициативу генерала Давлетшина об образовании восточного отделения при Академии Генерального штаба РККА
С 1922 года — в распоряжении Главкома Вооружённых Сил Республики, затем — в Центральном управлении военных сообщений.
С 1923 по март 1924 года работал руководителем Административно-хозяйственного отдела ОГПУ.

### В отставке
В 1925 году зачислен в резерв РККА и откомандирован для работы в народном хозяйстве. Был управляющим делами ряда хозяйственных объединений (Главзолото, Главцветметзолото и др.), заведующим технической библиотекой «Гипроцветметобработки». Проживал в Москве (Воробьевское ш., д. 47а, кв. 1).

### Репрессии
13 марта 1930 года был арестован органами ОГПУ по обвинению в связи с антисоветской заграничной организацией. На допросах категорически отрицал какую-либо враждебную деятельность против советской власти, и 25 мая дело против него было прекращено.
28 июля 1938 года вновь арестован; 2 марта 1939 года Военной коллегией Верховного суда СССР по обвинению в участии в контрреволюционной террористической организации приговорён к расстрелу. Расстрелян 3 марта 1939 года, захоронен на Коммунарке.
10 ноября 1956 года Военной коллегией Верховного суда СССР реабилитирован (посмертно).

## Награды
Российской империи:
- Орден Святой Анны 4-й степени с надписью «За храбрость» (23.06.1904);
- Орден Святого Станислава 3-й степени с мечами и бантом (1904);
- Орден Святой Анны 3-й степени с мечами и бантом (1905);
- Орден Святого Станислава 2-й степени (1905);
- Орден Святого Владимира 4-й степени с мечами и бантом (1906);
- Орден Святой Анны 2-й степени (1906);
- Орден Святого Владимира 3-й степени (6.12.1912);
- Георгиевское оружие (ВП 11.08.1915).
- Высочайшее благоволение (ВП 01.04.1915; за отлично-усердную службу и труды, понесенные во время военных действий).

Иностранные:
- Румынский орден Короны Румынии 3-й степени[9].